# Henri Falcón
Henri José Falcón Fuentes (Nirgua, Yaracuy; 19 de junio de 1961) es un militar, político y abogado venezolano, exgobernador del estado Lara en dos oportunidades seguidas (2008-2012; 2012-2017) y exalcalde del Municipio Iribarren en Barquisimeto, también por dos períodos consecutivos (2000-2004; 2004-2008). Fue candidato presidencial en las elecciones presidenciales de Venezuela de 2018 celebradas el 20 de mayo donde obtuvo 1 917 036 votos según el segundo boletín del CNE. Falcón rechazó los resultados emitidos.Es actualmente es el diputado electo a la Asamblea Nacional de Venezuela después de las Elecciones parlamentarias de 2025.

## Biografía

### Formación y trayectoria profesional
Falcón nació el 19 de junio de 1961 en Nirgua, Yaracuy. Es hijo de Carlos Falcón y Isabel Fuentes, tiene tres hermanos, Falcón creció en Nirgua y San Felipe, Yaracuy, antes de mudarse con su familia a Valencia, para continuar sus estudios de bachillerato.
Inició sus estudios secundarios en la ciudad de Valencia, Estado Carabobo; hasta que ingresó en la Academia Técnica Militar Bolivariana, donde egresó como suboficial del Ejército Bolivariano luego de trece años, fue retirado con el grado de Maestro técnico de tercera. En 1987 contrajo matrimonio con Marielba Díaz, con la cual tuvo cuatro hijos. Para 1988 se graduó como abogado en la Universidad Santa María, luego en 1992 comenzó sus estudios de postgrado en Ciencias Políticas en la Universidad Simón Bolívar, en 1994 realizó un postgrado en la Universidad Católica Andrés Bello para la especialidad Derecho Laboral, dos años después Especialidad Derecho Administrativo también del Instituto de Estudios Jurídicos del Estado Lara a la par de la UCAB.
Hizo parte, en 1994, de la fundación del MBR-200 Lara (Movimiento Bolivariano Revolucionario 200). Ejerció como docente universitario en el Instituto Universitario de Tecnología Industrial Rodolfo Loero Arismendi (IUTIRLA) de Barquisimeto, durante los años posteriores a sus estudios de postgrado. También fue consultor jurídico del Colegio La Salle y del Colegio de Profesores del Estado Lara.
El acercamiento político con Hugo Chávez y Luis Reyes Reyes hace que conozca a Luis Miquilena quien lo termina de insertar dentro de la esfera política ingresando al Movimiento V República (MVR), partido que fue fundado en 1997 por Hugo Chávez.

## Carrera política

### Constituyente
En 1999 Henri Falcón es postulado como candidato a la Asamblea Nacional Constituyente por el Estado Lara, resultando electo como constituyente para el periodo 1999-2000. Durante 1999-2002 fue coordinador general del MVR-Lara.

### Alcalde del municipio Iribarren (2000-2008)
Para las elecciones generales de 2000 fue elegido alcalde del Municipio Iribarren de la ciudad de Barquisimeto, el tercero más poblado de Venezuela, sucediendo así a Macario González. Fue elegido con el apoyo de los partidos MVR, MAS, MEP, PPT y PCV que representaban el polo patriótico de aquel entonces. En 2001, fue nombrado Presidente de la Asociación de Alcaldes de Venezuela.
Fue reelecto en 2004. Durante su gestión como Alcalde de Iribarren, llevó a cabo un plan estratégico de desarrollo a cabo una serie de obras enmarcadas en el Programa para el Desarrollo Estratégico de Barquisimeto (PRODEBAR).

#### Caso Transbarca
Durante su gestión de Alcalde en el año 2005, presentó al Gobierno del presidente Hugo Chávez el proyecto Transbarca, un Sistema de Transporte Masivo que estaría dirigido a la organización y modernización del transporte urbano de la ciudad, que inició su construcción en marzo de 2005.
Los trabajos se paralizaron en 2007; después de una evaluación de las causas de los retrasos y fallas en las obras se decidió que la obra fuese dirigida en conjunto por el gobierno estatal y municipal con la participación del gobierno nacional. El presidente Chávez decidió re-impulsar el proyecto, que posteriormente fue paralizado hasta su posterior inauguración el 14 de septiembre de 2013 en manos del Gobierno del Presidente Nicolás Maduro.
Esta obra generó controversia: el presidente Chávez pidió a la contraloría investigar a Falcón por presuntas irregularidades en el proyecto y, en 2013, Maduro acusó a Falcón de «convertir Transbarca en un "elefante blanco"»ele. El para entonces Gobernador había solicitado una investigación a la empresa indicando que hasta siete ministros habían pasado por la administración de la obra y enfatizó que durante su gestión de alcalde no administró los recursos que fueron aprobados para la construcción de la misma, sino que esta se construyó con dinero del ministerio.

### Gobernador del estado Lara (2008-2012)
Presentó su candidatura para gobernador por el PSUV en las primarias partidarias, en las que obtuvo el triunfo con el 73 % de los votos de los inscritos en el partido oficialista. Durante ese lapso se formó un partido de carácter regional, Revolución Eficiente (REF), que sirvió para la captación de la votación opositora, que sentía simpatía por Falcón pero no por el proyecto que encarnaba Hugo Chávez.
Falcón fue apoyado por los partidos PSUV (Partido Socialista Unido de Venezuela), PPT (Patria Para Todos), REF (Revolución Eficiente), GES (Gestión Eficiente), PCV (Partido Comunista de Venezuela), Gente Emergente, Abre Brecha, UDH, IPC, MEP, JOVEN, UPV (Unidad Popular Venezolana) y MRL y resultó elegido. Después de las elecciones, el Consejo Legislativo del Estado Lara quedó conformado por 12 legisladores del PSUV y otros tres del PPT, el PCV y UNT, con un legislador cada uno. Sin embargo, la corriente divisionista marcó y se distanció entre los radicales y los no radicales, o "reyistas" y "falconistas". Seis de los legisladores del PSUV dentro de la llamada "Alianza Eficiente", como Omar Jiménez, Zenaida de Salas, Leída Lara, Grace Lucena, Ernesto Sepúlveda y Reina Orellana terminaron distanciándose del otro grupo de diputados del PSUV.
El 21 de febrero de 2010 el gobernador Falcón, le entregó una carta al presidente Hugo Chávez en la que explicaba su renuncia al principal partido oficialista —el PSUV— para integrarse al partido PPT (Patria Para Todos).
Luego de las elecciones parlamentarias, el PPT —de la mano de Falcón— se propuso aliarse con la Mesa de la Unidad, contra el gobierno de Hugo Chávez de cara a las presidenciales, regionales y municipales de 2012. El 1 de abril de 2011 surgió el Frente Progresista, impulsado por Henri Falcón, Ismael García, Andrés Velásquez, Alfredo Ramos, Liborio Guarulla y otros líderes de corte centro-izquierdista.
Para mediados de 2011, manifestó en varias oportunidades su negativa de asistir a las elecciones presidenciales para escoger el candidato que se mediría con Chávez en 2012, reafirmando que sería nuevamente candidato a la reelección como Gobernador del Estado Lara.

#### Avanzada Progresista
El 27 de mayo de 2012, luego de los fallos del Tribunal Supremo de Justicia que dictaminaron que Patria Para Todos y Podemos debían retornar sus directivos anteriores, Falcón fundó el partido Avanzada Progresista junto a Vladimir Villegas.

### Gobernador del estado Lara (2013-2017)

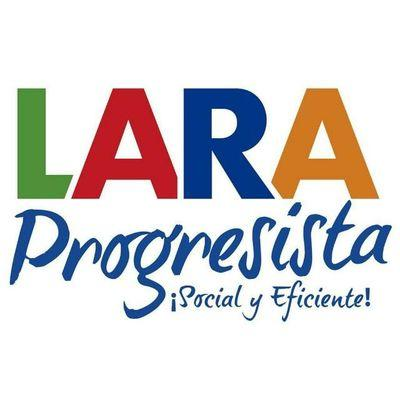
Logo del plan de gobierno Lara Progresista.

Fue reelecto gobernador de Lara en las elecciones regionales hechas el 16 de diciembre de 2012, con un total de 347.896 votos (54.66 %) sobre su principal contendor Luis Reyes Reyes, Falcón fue uno de los tres gobernadores de la oposición que resultaron elegidos en las Elecciones regionales de Venezuela de 2012, además de Henrique Capriles Radonski en Miranda y Liborio Guarulla en Amazonas.
El 8 de julio de 2014 presentó el Plan Estratégico Lara Progresista ante la sociedad civil en el Teatro Juares de Barquisimeto, basado en estructura de gobierno regional descentralizada para combatir las desigualdades económicas y sociales.
Con el motivo del inicio de la construcción del Monumento "Manto de María",  obra con un presupuesto de 480 millones de bolívares para su elaboración, Falcón presentó el Plan Integral Zona de Influencia Manto de María como un conjunto de iniciativas y obras para mejorar los servicios públicos en todo el sector turístico, complementadas con el programa Mi Pueblo Turístico del Plan Lara Es +, un proyecto que contempla el desarrollo del turismo religioso de la región para fortalecer el aparato productivo del estado.
Como gobernador de Lara participó en varios actos internacionales, como el IX Foro Anual del progresismo en Chile a finales de 2014, en donde participaron destacadas figuras de centro-izquierda del continente latinoamericano para debatir sobre el modelo político mundial. Asimismo, el 18 de marzo de 2015, como Gobernador de Lara se reunió con el papa Francisco en la Ciudad del Vaticano, a quien invitó a asistir a la inauguración del monumento Manto de María.
El 26 de marzo de 2015, hizo pública una carta al presidente de EE. UU. Barack Obama en la que rechazó se catalogara a Venezuela como una amenaza para Estados Unidos, tras el decreto (orden ejecutiva) donde se señaló que "la situación en Venezuela representa una amenaza para la seguridad interna", aunque Falcón dejó claro que su carta no era en defensa de los presuntos violadores de Derechos Humanos sancionados por el Gobierno norteamericano.
El 17 de julio de 2015, durante la 71 asamblea de Fedecámaras planteó un acuerdo nacional para superar la crisis de Venezuela, afirmando que Venezuela requiere medidas urgentes para afrontar el problema económico.

#### Jefe de la Campaña presidencial 2013
El 9 de marzo de 2013, después de la muerte de Hugo Chávez, fue elegido por la Mesa de la Unidad para ser jefe de campaña de Henrique Capriles Radonski de cara a las Elecciones presidenciales de Venezuela de 2013.Para el 15 de octubre de 2017, resultó segundo en elección por la gobernación del Estado Lara, detrás de Carmen Meléndez. Un día después, reconoció públicamente que perdió las elecciones del Estado.

### Candidato presidencial en 2018

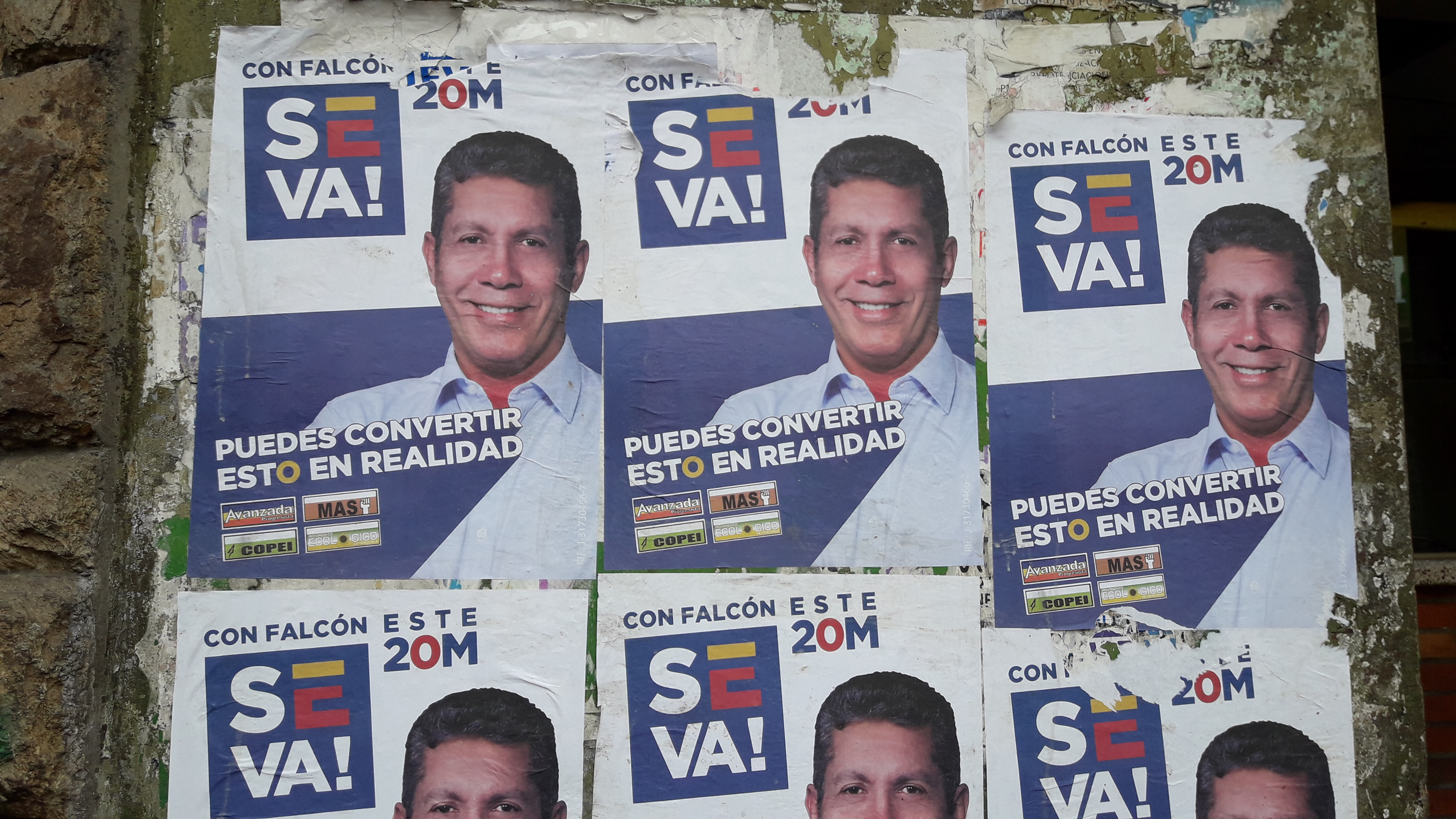
Afiches de campaña de Henri Falcón durante las elecciones presidenciales de 2018

El 24 de enero de 2018 formalizó su candidatura presidencial previstas para el mismo año, presentado por su partido Avanzada Progresista, su jefe de campaña fue Claudio Fermín y su eslogan era #Comprometido.

### Candidato a la gobernación de Lara en 2021
Representando a la coalición Alianza Democrática (Venezuela) quedó segundo con una votación 40.98 % que se aproxima al candidato del Psuv Adolfo Pereira que logró el 46.55 %. durante las Elecciones regionales de 2021

### Partido "Movimiento Futuro Venezuela" cambio a "HF Venezuela"
En marzo del 2022 Falcon anunció su nuevo partido «Futuro», organización con fines políticos, pero el 23 de marzo de 2024 denunció al gobierno de Nicolás Maduro  de robar el nombre de su partido «Futuro» con un grupo minoritario de dirigentes de su comando. Aseguró que él y su equipo sigue comprometidos con la ruta unitaria y democrática apoyando a María Corina Machado para lograr el cambio que es añorado por la ciudadanía luego de anunciar el 18 de marzo su apoyo a MCM al ratificar que ella ganó «en buena  lid» las primarias celebradas en octubre de 2023. «En estos momentos cruciales para el país, queremos anunciar que el nombre de nuestro movimiento FUTURO ha sido confiscado, robado por el gobierno, para inscribir un candidato que no reconocemos ni apoyaremos jamás. Nuestra postura ha sido clara y sostenida», escribió Falcón. Tras la acción de dirigentes del oficialismo contra la organización anunció que «en adelante nos identificamos como «HF Venezuela».